# Dark Light (East 17-album)
A Dark Light az East 17 együttes ötödik stúdióalbuma. 2012. április 2-án jelent meg.
Az albumot eredetileg Recharged címen jelentették volna meg 2011 végén, amikor Blair Dreelan volt az énekes, azonban az énekes távozása után az album néhány számát átírták.
Az albumról három kislemez is megjelent.

## Megjelenések
CD F.O.D. Records – FODCD10 
1. I Can't Get You Off My Mind (Crazy) 4:56
2. Crazy Fool 4:00
3. Nightlife 3:21
4. Counting Clouds 4:07
5. Break Ur Heart 3:07
6. Friday Night 3:00
7. Kiss Of Winter 3:37
8. Broken Valentine 3:39
9. Where Does Love Go 2:54
10. You Must Be An Angel 4:56

## Külső hivatkozások
- Az album az Amazon.com oldalon[2]
- Az album a HMV oldalán[3]
- A Fod Records oldala[4]